# Aman (priimek)
Aman je priimek v Sloveniji, ki ga je po podatkih Statističnega urada Republike Slovenije na dan 1. januarja 2010 uporabljalo 14 oseb in je med vsemi priimki po pogostosti uporabe uvrščen na 15.738. mesto.

## Znani tuji nosilci priimka
- Zeenat Aman (*1951), indijska igralka
- Theodor Aman (1831—1891), romunski slikar